# Яніна Дягутіте
Яніна Дягутіте (Яніна Дегутіте, лит. Janina Degutytė 6 липня 1928, Каунас — 8 лютого 1990, Вільнюс) — литовська поетеса, перекладачка, автор віршів для дітей.

## Біографія
Народилася в Каунасі, в Нижніх Шанцях (Жямейі Шанчяй). Разом з батьками кілька років провела в Кедайняй і Тельшяй. З дитинства не відрізнялася міцним здоров'ям.
У 1948 році закінчила 7-у Каунаську гімназію. У 1955 році закінчила історико-філологічний факультет Вільнюського університету, де вивчала литовську мову і літературу.
Працювала бібліотекарем в дитячій бібліотеці в Таураге. Викладала російську мову у вечірній школі. Працювала вчителем в Неменчині. З погіршенням стану здоров'я влаштувалася на роботу в санаторному дитячому будинку.
У 1958 році влаштувалася в Вільнюсі, де працювала редактором у Державному видавництві художньої літератури (1958–1961). Лікувалася в Москві, Ялті. З 1958 року — член Союзу письменників Литви .
З 1961 року жила літературною працею. 
Жила на Антокольнісі. Похована на Антакальніському кладовищі.
У 2005 році на будинку в Шанчяй (Каунас) відкрито меморіальну дошку в пам'ять про те, що тут жила поетеса Яніна Дягутіте (архітектор Альгімантас Шлапікас).

## Літературна діяльність
Писати вірші почала з десяти років. Своїми віршами дебютувала у пресі в 1957 році. Була прийнята до Спілки письменників Литви ще до виходу першої книги. Творчості Яніни Дягутіте властиве романтичне світовідчуття. Уже перша збірка віршів „Ugnies lašai“ («Краплі вогню»; 1959) звернула на себе увагу надзвичайно емоційною мовою . Провідні мотиви її лірики — внутрішня незаспокоєнність, ненависть до сірості, захоплена любов до життя. Створила цикли ліричних пейзажів Литви. Разом з Едуардасом Межелайтісом і Алфонсасом Малдонісом відродила в литовській поезії пейзажну мініатюру 
За збірку віршів „Pilnatis“ («Повний місяць»; 1967) в 1968 році удостоєна Республіканської премії. У 1974 році отримала премію комсомолу Литви за збірку віршів для дітей „Saulėtos dainelės“ (1972).
Перекладала на литовську мову вірші Агнії Барто, Валерія Брюсова, Еміля Верхарна. Вірші Яніни Дягутіте друкувалися в перекладах на англійську, білоруську, болгарську, іспанську, латиську, молдавську, польську, російську, українську, естонську і інші мови. 

## Видання

### Книги поезій
- Ugnies lašai: eilėraščiai. Vilnius: Valst. grož. lit. l-kla, 1959. 142 p.
- Dienos — dovanos: eilėraščiai. Vilnius: Valst. grož. lit. l-kla, 1960. 190 p.
- Saulė ir dainelė: eilėraščiai vaikams. Vilnius: Valst. grož. lit. l-kla, 1961. 22 p.
- Rugelis dainuoja: eilėraščiai vaikams. Vilnius: Valst. grož. lit. l-kla, 1963. 24 p. (второе издание: Vilnius: Vaga, 1967)
- Ant žemės delno: eilėraščiai. Vilnius: Valst. grož. lit. l-kla, 1963. 98 p.
- Sniego lelija: eilėraščiai vaikams. Vilnius: Vaga, 1964. 24 p.
- Mano diena: eilėraščiai vaikams. Vilnius: Vaga, 1965. 20 p.
- Žalia ugnelė: eilėraščiai vaikams. Vilnius: Vaga, 1966. 44 p.
- Šiaurės vasaros: eilėraščiai. Vilnius: Vaga, 1966. 107 p.
- Pilnatis: eilėraščiai. Vilnius: Vaga, 1967. 119 p.
- Mėlynos deltos: rinktinė. Vilnius: Vaga, 1968. 243 p.
- Pelėdžiuko sapnas: pasakos. Vilnius: Vaga, 1969. 63 p.
- Debesų pilis: eilėraščiai vaikams. Vilnius: Vaga, 1970. 24 p.
- Šviečia sniegas: eilėraščiai. Vilnius: Vaga, 1970. 71 p.
- Saulėtos dainelės: eilėraščiai vaikams. Vilnius: Vaga, 1972. 71 p. (второе издание: Vilnius: Vaga, 1979)
- Prieblandų sodai: eilėraščiai. Vilnius: Vaga, 1974.
- Kregždės lopšinė: jaunesniam mokykliniam amžiui. — Vilnius, 1976.
- Tylos valandos: lyrikos rinktinė. Vilnius: Vaga, 1978. 35 p.
- Tarp saulės ir netekties: eilėraščiai. Vilnius: Vaga, 1980. 95 p.
- Piemenaitė karalaitė: eilėraščiai. Vilnius: Vaga, 1982.
- Juokias duonelė. Vilnius: Vaga, 1982.
- Klevų viršūnės: eilėraščiai. Vilnius: Vaga, 1983. 267 p.
- Baltas gulbių sostas. Vilnius: Vaga, 1984. 95 p.
- Purpuru atsivėrusi: eilėraščiai. Vilnius: Vaga, 1984. 71 p.
- Neužpūsk pienės pūko: eilėraščiai. Vilnius: Vaga, 1985. 106 p.
- Nepalik manęs: pasakojimai apie gyvulėlius. Vilnius: Vyturys, 1986. 56 p.
- Naujieji metai: žaislinė knygelė. Vilnius: Vyturys, 1986.
- Šaltinėlis. Vilnius: Vyturys, 1988
- Rinktiniai raštai. T. 1. Vilnius: Vaga, 1988
- Rinktiniai raštai. T. 2. Vilnius: Vaga, 1988
- Miško šokis. Vilnius: Vaga, 1988
- Artumas: eilėraščiai. Kaunas: Spindulys, 1995
- Poezija. Poems. Vilnius: Lietuvos rašytojų sąjungos leidykla, 2003
- Į saulėtekį ir dainą. Vilnius: Gimtasis žodis, 2003

### Переклади
- AL Barto. Po mūsų sparnu. Vilnius: Valst. grož. lit. l-kla, 1961.
- V. Briusovas. Poezija. Vilnius, 1961.
- E. Verharnas. Poezija. Vilnius, 1961.

### Книжки російською мовою
- Краплі вогню. Вірші. Переклад С. Мар. Москва: Радянський письменник, 1960. 96 с.
- Жито співає: вірші. Пер. з литов. А. Саніна. Москва: Дитяча література, 1968
- Блакитні дельти. Вірші. Пер. з литов. Н. Матвєєвої та І. Кииру. Москва: Радянський письменник, 1971. 152 c.